# ガーデンデザイン
ガーデンデザインとは、ガーデン、庭のデザインのこと。庭木や庭の草花を育てる園芸装飾、庭や庭園を造り育てることの意味の作庭や造園、庭や庭園、外構、エクステリアといった住居建物等の外部空間のガーデニングなどもガーデンデザインに含まれるが、この場合のデザイン行為には設計のほか往々にして現地での造りながらのデザインの意味で施工や維持管理なども含まれている場合がある。

## 概要

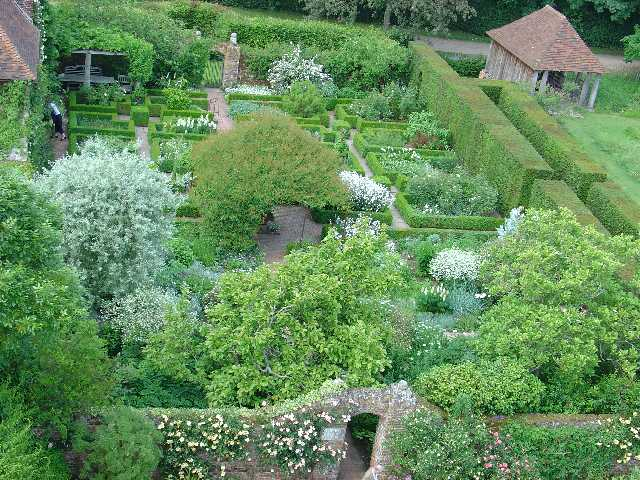
ヴィタ・サックヴィル＝ウェスト(Vita Sackville-West)によりデザインされたシシングハースト・カースル・ガーデン(Sissinghurst Castle Garden)のホワイトガーデン

ガーデンデザインは庭および景色のレイアウトそして植栽を設計し作成する芸術そしてプロセスである。庭のデザインは庭の所有者自身によって、あるいは様々なレベルの経験と専門知識を持つ専門家によって行われるかもしれないが、ほとんどのプロのガーデンデザイナーは園芸とデザインの原則に関するいくつかのトレーニングを受けている。庭のデザイナー、Rev David Colesは、チェルシー・フラワー・ショー （2018年、BBC1、チェルシー）でこの定義をさらに詳しく説明。 彼は、成功した庭のデザインが身体的な感覚の経験から自然と相互に関連しているという意識的な意識への超越を可能にすると主張。環境デザイナー|ランドスケープアーキテクトでは通常は高度な学位と多くの場合州の免許証を必要とするより正式なレベルのトレーニングもある。アマチュア庭師ならばまたカジュアルな、または Master Gardener Programsでの真剣な、または園芸クラブへの参加を通じて、自分の庭での長時間実践から高いレベルの経験を得ることができうる。
日本では1992年5月に婦人生活社から雑誌BISES『私の部屋ビズ』が創刊され、英国内の庭園やガーデンセンターの情報を始め、前述したチェルシーのガーデンショーなど様々な情報と英国人のライフスタイルなどが紹介された。次第に発行部数も増え、広く世間に知れわたる。それに加えイギリス大使館でも1997年頃からジャパンアクションと称して、英国の様々なレンガや石材・木製フェンスなど、様々な商材が紹介され、その後国内にも流通するようになる。それまで国内では、エクステリア＝外構＝門とか塀とかの外回りの工事と言う概念しかなく、先進的な何人かのデザイナーの手により、庭のリフォーム＝ガーデンデザインとして、雑誌やWebサイトをとうして施工事例が認知されるようになる。
1997年当初からセキスイエクステリアでは英国の海外視察を重ね、ガーデンデザインショップとしての世田谷店をオープンさせることになる。「ザシーズン」とは、5月中旬から8月上旬の英国貴族の社交季節を表す言葉からのネーミングであるという。
日本では当初は英国のガーデンスタイルが基本となり、次第に新築外構や庭のリフォームなど、国内のニーズに沿う形で変化を遂げていくことになる。

## 要素
庭はプロであろうとアマチュアであろうと、特定の原則が効果的な庭のデザインの基礎を形成し、その結果、ユーザーまたは庭の所有者の必要性、目的、および欲求を満たすために庭が作られる。
庭のデザインの要素には、道、壁、水の特徴、リビングエリア、デッキなどの硬い景観ハードスケープのレイアウトが含まれる。園芸の要件、季節ごとの外観、寿命、成長習慣、大きさ、成長速度、および他の植物や景観の特徴との組み合わせなどを考慮して、植物自体だけでなく植物自体も同様かどうか検討も、メンテナンスの成長速度の点で植物の選択に影響を与えることができ、時間や定期的なメンテナンスのために利用可能な資金を含む庭のニーズ、拡散や植物の自己種に付与され年間または多年草、そして開花時期、そして他の多くの特性をもつ。
庭のデザインにおける重要な考慮事項は、庭がどのように使われるか、望ましい様式の様式（形式的または非公式、現代的または伝統的など）、そして庭スペースが家や周辺地域の他の建造物とつながる方法を含み、これらの考慮事項はすべて、規定の予算の制限を受けうる。

### ロケーション
庭の場所はそのデザインに大きな影響を与える可能性があり、急な斜面、眺望、丘陵地帯、露頭などの地形的景観の特徴は、レイアウトなどのデザインの側面を示唆または決定することがあり、特定の印象を作成するために使用および拡張することができ   敷地の土壌は、庭の気候帯やさまざまな微気候と同様に、どんな種類の植物を栽培できるかに影響する。庭の場所の文脈もそのデザインに影響を与え、たとえば、都会的な環境では、田舎の環境とは異なるデザインスタイルが必要になる場合があり、同様に風の強い沿岸の場所は、保護された内陸の場所と比較して異なる治療を必要とするかもしれない。

### 現代のガーデンデザイン

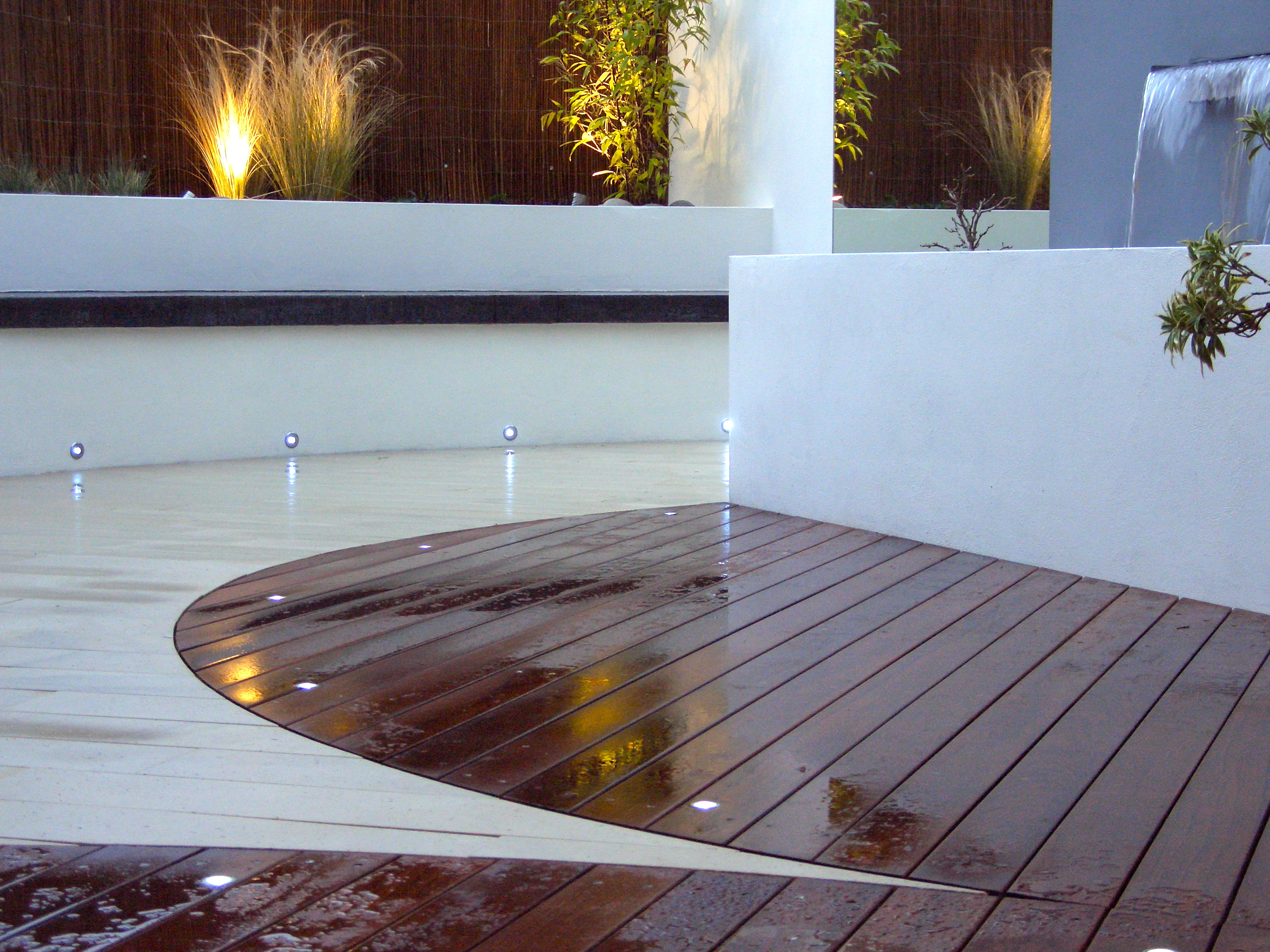
コンテンポラリーガーデン

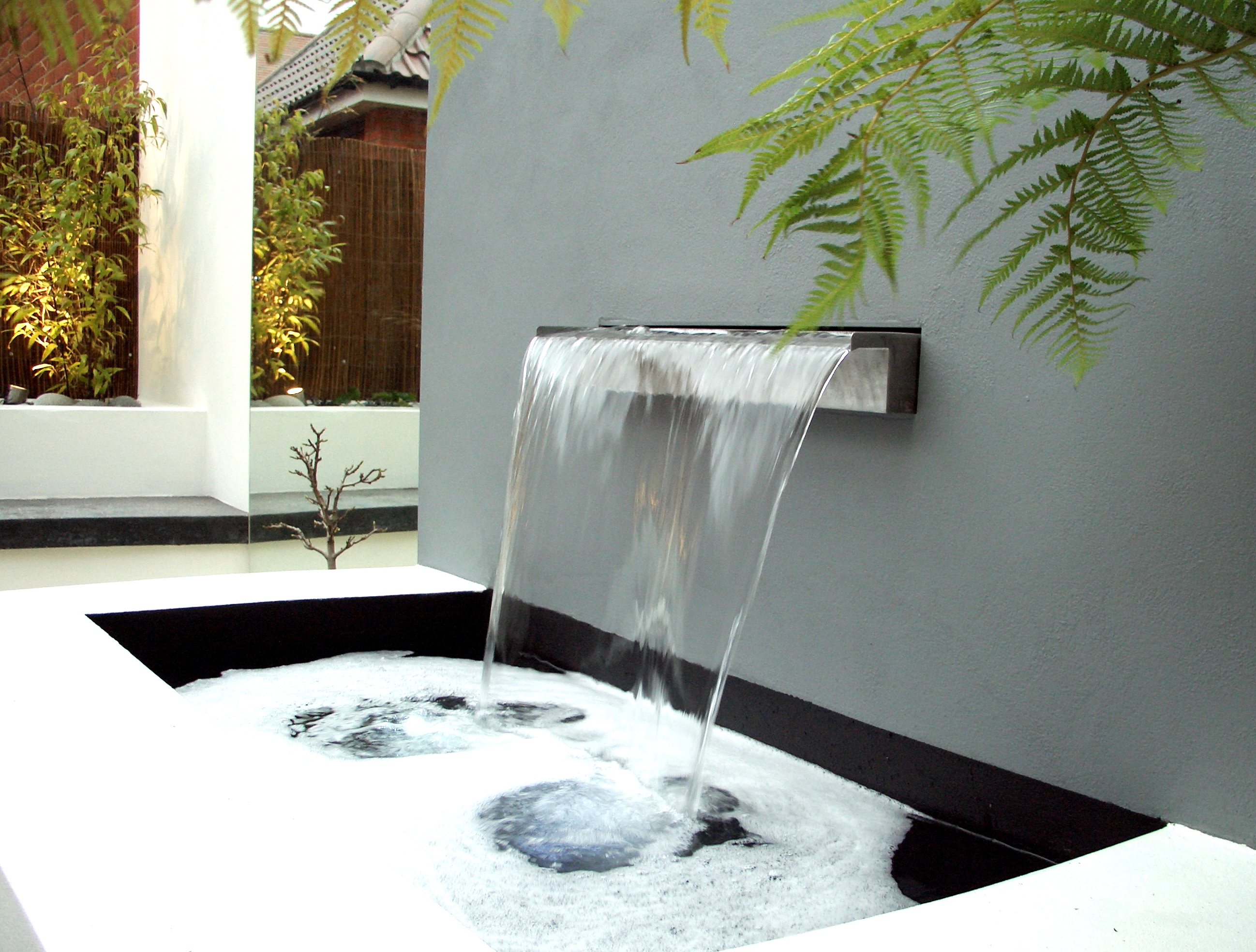
現代のウォーターフィーチャー

現代的なスタイルの庭園デザインは、過去10年間で英国で人気を博している。これは小さな庭のある現代的な住宅の増加と現代的なデザインへの文化的シフトによるもので この庭のスタイルは石、広葉樹、レンダリングされた壁などの硬い造園材料に焦点を当てて「きれいな」デザインラインを活用することによって定義している。植栽のスタイルも大胆であるが、デザインを通して繰り返されるのは1つまたは2つの植物ドリフト使用なので単純である。
草はこのデザインスタイルでは非常に人気のある選択種であり、また近代的な庭園では照明効果も不可欠な役割を果たしている。
微妙な照明効果は、舗装や壁に組み込まれ慎重に配置された低電圧LEDライトを使用することで達成している。